# NHK福岡放送局
NHK福岡放送局（エヌエイチケイふくおかほうそうきょく）は、福岡県の西部（福岡地方・筑後地方）を放送対象地域とする日本放送協会（NHK）の地域放送局である。

## 概要
1930年12月、九州地方で2番目に開局した。熊本局の支局的な存在としての発足ではあったが、第二次世界大戦後、福岡の大都市化に連れてその役割が徐々に移り、現在では九州・沖縄8県を統括する拠点局で、ローカル番組（内部で『県単』と呼ばれる県域放送より狭い地域放送を基本とする。理由は後述）のほか、全国放送番組、九州・沖縄向けの管内ネットワーク番組も制作している。本部（東京）・大阪・名古屋に次いで規模の大きな拠点放送局として機能している。
ラジオ第1放送（JOLK、612kHz）は送信出力が100kWで、福岡県をはじめ佐賀県及び長崎県の壱岐市・対馬市や大分県西部の山間部などの難聴取地域でも受信されている。
マスコットキャラクターは「ふっく」。六本松に移転して20年になったのを機に局として初めて制定した。
現在、情報カメラを福岡タワー送信所や九州自動車道の鳥栖ジャンクション（佐賀県鳥栖市）付近やNHK福岡放送局屋上、天神の那の津通り、博多駅付近などに設置。特に、福岡タワーや放送局屋上や天神の情報カメラが稼働率が高い。

## 特徴
福岡県は全国的にも珍しい「県内NHK2放送局体制」（他では北海道が7放送局体制）で、福岡局のほかに北九州・遠賀・京築・筑豊をエリアとするNHK北九州放送局（以下、「北九州局」）があり、平日18時台・20時台のローカルニュース枠では一部、それぞれ独自の番組を放送している。
自主制作番組に力を入れており、代表的なものとして『福岡発地域ドラマ』（年間1本、2007年度は休止）がある。これは、東名阪3局以外の地方局で唯一定期的に作られているテレビドラマである。この他、『熱血!オヤジバトル』『トンコツTV』などの音楽番組も制作している。
2023年（令和5年）4月1日より、拠点局・地方局関係なく、部制度からセンター制（一時的に採用実績有）に見直され、旧放送部などの部門については各センターの下に置かれた。しかし、会館ビルは引続き「福岡放送センタービル」名義となっている。
経営管理センター
九州沖縄地方の各放送局統括管理部門
コンテンツセンター（旧：放送センター）
アナウンス（旧：放送部）、番組制作・技術など現業部門
視聴者リレーションセンター（旧：視聴者センター）
営業（旧：営業推進部）、広報など対視聴者部門
このほか、NHK関連団体も独自に福岡にブロック拠点を設けており、これらとも連携して業務にあたっている。
なお、直下型地震による被災や放送設備のトラブルなど、何らかの事情で東京のNHK放送センターが機能不全に陥った場合にはNHK大阪放送局から衛星放送（BS）を介して全国に向けて放送を代替送出できるようになっているが、大阪放送局も機能不全に陥った場合に備え、福岡放送局にも衛星放送を介して（大阪放送局のバックアップとして）全国放送を行える設備が整備されている。

## 所在地
- 〒810-8577 福岡市中央区六本松1-1-10[注釈 3]

## スタジオ

### テレビ
- T-1スタジオ 「The Life」、「#てれふく」、「六本松サテライト」など
- よかビジョンホール 特別番組の公開収録などに使用される
- パークサイドスタジオ 1階 ガラス張りでロビーから中が見え、観客を入れて公開放送可能 「はっけんTV」
- ニューススタジオ 「おはよう九州沖縄」、「ロクいち!福岡」、「ニュース845福岡」、定時ニュース、選挙特番

### ラジオ
- R-1スタジオ 公開収録可能
- R-2スタジオ
- R-3スタジオ
- R-4スタジオ FM用
- DJブース 1階 「はっけんラジオ」

## 沿革
- 1928年（昭和3年）
  - 6月16日 - 社団法人日本放送協会熊本放送局開局。
  - 9月16日 - 熊本放送局福岡演奏所開設（福岡放送局の前身、現在の天神岩田屋新館東側、きらめき通りスタジオの位置）。
- 1930年（昭和5年）12月6日 - 福岡放送局開局（呼出符号JOLK、周波数680kHz、出力500W）。
- 1931年（昭和6年）12月21日 - 小倉放送局開局（呼出符号JOSK）、福岡県東部を移管（現在の北九州局。以降の歴史については北九州局の項を参照）。
- 1946年（昭和21年）9月1日 - ラジオ第2放送開始（呼出符号JOLK、1948年7月1日にJOLBに変更）。
- 1950年（昭和25年）
  - 2月11日 - 春日ラジオ放送所開設（10kW二重放送開始）。
  - 6月1日 - 特殊法人日本放送協会設立（社団法人日本放送協会は解散）。
- 1951年（昭和26年）1月25日 - 開局20周年記念事業として西日本新聞社、福岡市・久留米市・大牟田市と合同で「福岡市の歌」「久留米市の歌」「大牟田市の歌」を選定[注釈 4]。
- 1956年（昭和31年）
  - 3月21日 - 総合テレビ放送開始（九州初のテレビ局、送信所は福岡市中央区天神、後の福岡放送会館の西側に設置）[注釈 5]。
  - 12月6日 - 春日ラジオ放送所大電力化（50kW、1957年4月10日から100kWに増力）。
- 1957年（昭和32年）6月1日 - NHKの九州管内放送関係業務を熊本中央放送局（当時）から移管。
- 1959年（昭和34年）10月12日 - 福岡放送会館落成（5月15日竣工、現在の岩田屋新館の位置）。
- 1962年（昭和37年）
  - 2月 - 「NHK福岡放送局史」発行（NHK福岡放送局 編、406ページ）。
  - 9月1日 - 教育テレビ（現：Eテレ）放送開始（北九州に次いで九州2番目）[注釈 6]。
  - 9月17日 - FM放送実用化試験局開局。
- 1964年（昭和39年）8月31日 - 久留米テレビ中継局がUHFで開局[注釈 7]。
- 1969年（昭和44年）3月1日 - FM放送本放送開始。
- 1971年（昭和46年）10月10日 - 総合テレビ、全時間カラー化。
- 1981年（昭和56年）3月 - 「NHK福岡放送局50年史」発行（福岡放送局50年史編集委員会事務局 編、229ページ）。
- 1985年（昭和60年）11月 - テレビ文字多重放送開始。
- 1992年（平成4年）
  - 6月5日 - NHKの組織改正により、九州の地方統括機能が熊本放送局から福岡放送局に完全移管する[2]。
  - 11月20日 - NHK福岡放送センタービルが現在地（福岡市中央区六本松）に落成、翌年の2月15日から運用を開始[3]。
- 1993年（平成5年）6月14日 - テレビとFMの送信施設を天神旧局舎から福岡タワーに移転。移転後、天神の送信アンテナは1996年初頭に解体されたが、旧局舎ビルは残され1996年3月8日から1999年まで福岡西鉄名店街仮店舗のにしてつカリテンとして活用されていた。
- 2000年（平成12年）12月 - 「NHK福岡放送局開局70周年記念 1930～2000年の記録」を発行（NHK福岡放送局編集、34ページ）。
- 2005年（平成17年）3月20日 - 福岡県西方沖地震発生、局ビルも一部被災の状況で災害報道にあたる。
- 2006年（平成18年）4月1日 - テレビの地上デジタル放送開始。
- 2011年（平成23年）7月24日 - 正午（午後0時）をもってテレビのアナログ放送終了（その後7月25日午前0時までに完全停波）。
- 2012年（平成24年）10月 - マスコットキャラクター「ふっく」制定。
- 2016年（平成28年）9月1日 - インターネットラジオ放送サービス「NHKネットラジオ らじる★らじる」に於いて、福岡局（ラジオ第1放送・ラジオ第2放送・FM放送）の配信を開始[4][5][注釈 8]。
- 2017年（平成29年）10月2日 - 民放ラジオポータルサイト『radiko』の第1次実験配信（一部地域限定）に於いて、福岡局（ラジオ第1放送・ラジオ第2放送・FM放送）の配信を、2018年（平成30年）3月30日まで実施[6]。
- 2018年（平成30年）4月12日 - 『radiko』の第2次実験配信（全国規模）を開始[7]。
- 2019年（令和元年）6月14日 - 組織改正により福岡拠点放送局に改称[8][9]。
- 2020年（令和2年）
  - 3月 - NHK福岡放送局開局90周年を迎えるにあたり、合言葉は「みんなが出るテレビ」と発表された[注釈 9][10]。
  - 12月6日 - 開局90周年[11]。
- 2021年（令和3年）3月3日 - NHKプラスで地域向けのテレビ番組の見逃し配信が開始[12]。
- 2022年（令和4年）4月1日 - 名称を福岡放送局に戻した。
- 2023年（令和5年）4月1日 - 令和改革により、部制（放送部・営業推進部等）からセンター制に見直され、経営管理センター（九州沖縄地方各放送局統括管理）、コンテンツセンター（旧：放送センター）、視聴者リレーションセンター（旧：視聴者センター）へ再編された。
- 2024年（令和6年）6月30日 - 福岡放送局及び福岡県内民放4局（RKB毎日放送、九州朝日放送、テレビ西日本、福岡放送）で、災害報道に関する覚書を締結。主な内容は、巨大地震が九州・四国沿岸部で発生した場合の取材ヘリ映像を各局で共有するというもの[13][14]。なお、NHKについては広島放送局の取材ヘリが撮影した映像についても共有の対象となる[15]。

## テレビ放送

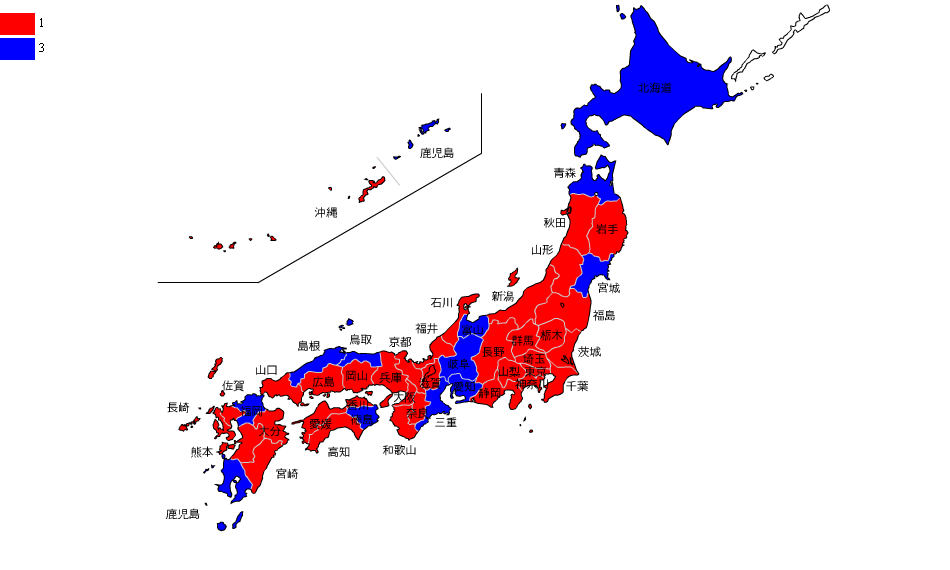
NHK総合のリモコンキーID

総合テレビ
- デジタル放送リモコンキーID：「3」
福岡市では、テレビ朝日系列の九州朝日放送（KBC）テレビのアナログ放送が1chとなっていることと、福岡地区では「3ch=NHK」のイメージが定着しているため、NHK総合が「3」になった。なおアナログ放送時代KBCが2ch、総合テレビが6ch（1chを使用する放送局はなし）だった北九州地区を放送地域とする北九州局も、デジタル放送転換後の総合テレビは福岡と同じ「3」にしている。
※福岡局は唯一のVHFチャンネル。
※三郡山にFPU基地局を設置している。

教育テレビ
- コールサイン：JOLB-TV（アナログ）、JOLB-DTV（デジタル）
- デジタル放送リモコンキーID：「2」（全国共通）

| 局名   | 局名  | デジタル   | デジタル     | デジタル   | アナログ   | アナログ     | アナログ           | 送信所     |
| 局名   | 局名  | チャンネル | コールサイン | 空中線電力 | チャンネル | コールサイン | 空中線電力         | 送信所     |
| ------ | ----- | ---------- | ------------ | ---------- | ---------- | ------------ | ------------------ | ---------- |
| 福岡   | 総合  | 28         | JOLK-DTV     | 3kW        | 3          | JOLK-TV      | 映像10kW 音声2.5kW | 福岡タワー |
| 福岡   | Eテレ | 22         | JOLB-DTV     | 3kW        | 6          | JOLB-TV      | 映像10kW 音声2.5kW | 福岡タワー |
| 宗像   | 総合  | 28         | -            | 21W        | 53         | -            | 映像30W 音声7.5W   | 許斐山     |
| 宗像   | Eテレ | 22         | -            | 21W        | 55         | -            | 映像30W 音声7.5W   | 許斐山     |
| 糸島   | 総合  | 28         | -            | 30W        | 53         | -            | 映像30W 音声7.5W   | 可也山     |
| 糸島   | Eテレ | 22         | -            | 30W        | 55         | -            | 映像30W 音声7.5W   | 可也山     |
| 太宰府 | 総合  | 38         | -            | 10W        | 42         | -            | 映像10W 音声2.5W   | 高雄山     |
| 太宰府 | Eテレ | 49         | -            | 10W        | 40         | -            | 映像10W 音声2.5W   | 高雄山     |
| 久留米 | 総合  | 17         | -            | 30W        | 46         | -            | 映像300W 音声75W   | 九千部山   |
| 久留米 | Eテレ | 13         | -            | 30W        | 54         | -            | 映像300W 音声75W   | 九千部山   |
| 大牟田 | 総合  | 17         | -            | 10W        | 53         | -            | 映像100W 音声25W   | 甘木山     |
| 大牟田 | Eテレ | 13         | -            | 10W        | 50         | -            | 映像100W 音声25W   | 甘木山     |

### 特記
デジタル放送について
- 福岡親局は、2006年4月1日にスタート。当初は30Wで運用。同年11月1日から数日をかけて試験的に定格出力まで上げ、そのまま12月1日から本格運用となる。
- 久留米局は、2006年12月1日に本放送スタート。当初は3Wで運用し、2007年1月15日から定格出力で放送。
- 大牟田局は2007年6月1日に本放送スタート。当初は1Wで運用。
- 糸島局・宗像局は同年9月1日、それぞれ放送開始。
- 太宰府局などは2008年以降、必要な地域に順次整備。アナログ中継局全てがデジタルに転換されるわけではない。
- 個別受信の地デジチューナー搭載テレビ等で、「佐賀県」と設定した場合、デジタル教育が「021-1」デジタル総合が「031-1」と、枝番が付く。

## ラジオ放送
| 局名     | ラジオ第1 | ラジオ第1  | ラジオ第1    | ラジオ第2 | ラジオ第2  | ラジオ第2    | FM放送  | FM放送     | FM放送 | FM放送       |
| 局名     | 周波数    | 空中線電力 | コールサイン | 周波数    | 空中線電力 | コールサイン | 周波数  | 空中線電力 | EIRP   | コールサイン |
| -------- | --------- | ---------- | ------------ | --------- | ---------- | ------------ | ------- | ---------- | ------ | ------------ |
| 福岡     | 612kHz    | 100kW      | JOLK         | 1017kHz   | 50kW       | JOLB         | -       | -          | -      | -            |
| 福岡局   | -         | -          | -            | -         | -          | -            | 84.8MHz | 3kW        | 10kW   | JOLK-FM      |
| 久留米局 | -         | -          | -            | -         | -          | -            | 83.4MHz | 30W        | 135W   | -            |
| 大牟田局 | -         | -          | -            | -         | -          | -            | 85.8MHz | 30W        | 97W    | -            |

特記
- 福岡県におけるNHKのAMラジオ放送は、北九州局を含めて中継局もFM補完局も存在しない。
- 第2放送については、筑後地方は熊本局のエリア。もともと福岡第2放送も100kWの出力があったが、国際的な中波再編の影響で熊本第2が500kWに増力された余波で、出力が半減され、佐賀第2放送（コールサイン：JOSD）に至っては廃止された[注釈 10]。
- ローカル放送枠の気象情報では、沖合の海上予報が放送される（玄界灘・済州島近海など）。

## 支局
報道室・通信部は組織体制を見直し、県内2局が一体となって運用するシステムとなった。その際県内の通信部は廃止され、福岡局管内には以下の2つの報道室が置かれていた。2015年度の職制改正で「支局」となっている。
- 久留米
- 大牟田

## 情報カメラ設置ポイント
| カメラ名     | 設置場所                 | 撮影範囲                                                 |
| ------------ | ------------------------ | -------------------------------------------------------- |
| 放送会館屋上 | -                        | 主に大濠公園などを撮影                                   |
| 天神         | ミーナ天神               | 渡辺北通りから西鉄天神駅方向を撮影                       |
| 福岡タワー   | 福岡タワー               | 百道浜・地行浜、博多湾、福岡市内西部を撮影               |
| 福岡空港     | 福岡空港国内線ターミナル |                                                          |
| 博多港       | 博多港国際ターミナル     | 主に中央埠頭、博多ポートタワーを撮影                     |
| 博多駅       | -                        | 博多駅南側から鹿児島本線、九州新幹線のホーム・線路を撮影 |
| 久留米       | 久留米大学医学部         | 筑後川、筑後平野を撮影                                   |

## 主な福岡局制作番組
2025年3月31日以降。現在の番組の詳細は、公式サイトの番組情報一覧を参照。

### 総合テレビ
太字はNHKプラスの「ご当地プラス」において見逃し配信を実施している番組。
九州・沖縄ブロック放送
- おはよう九州沖縄（平日 6:53 - 7:00・7:45 - 8:00[注釈 11]）
  - 沖縄局のみ7:45 - 7:55は『NHKニュース おはよう沖縄』に差し替え（ただし、8月のお盆期間中は『おはよう沖縄』が休止となるため臨時フルネットとなる。尚、2024年1月4日・5日は、年始編成のため『おはよう沖縄』が休止となったため臨時フルネットとなった）。また、災害時や選挙の投開票日翌日には、沖縄以外の域内各局でも一部または全編を県域ニュースに差し替える場合がある。
- はっけんTV（平日 11:40 - 12:00、沖縄県を除く。ただし沖縄県は2024年1月4日・5日は、年始編成で別番組を放送するため『沖縄ちゅらテレビ』が休止し、『沖縄県の気象情報』も休止され、拠点の福岡局から『気象情報（九州・沖縄）』を臨時ネットした）
- The Life（不定期金曜日 19:30 - 19:55、再放送：不定期土曜日 7:35 - 8:00）
  - 2022年8月12日は、九州沖縄各局制作の平日夕方ニュース番組を休止し、18:10 - 18:35で放送した。
- ウオカツ!（不定期金曜日 19:30 - 19:55、再放送：不定期土曜日 7:35 - 8:00）
  - 2023年度からレギュラー化。九州各地の港を訪ね、その土地ならではの農業の特色や現状、魚の魅力とおいしさを伝え、水産業を全力で応援する番組。
- ミニベロ出会い旅（不定期土曜日 7:35 - 8:00）
  - 2025年度からレギュラー化。
- いちおし!九州沖縄（土曜日 11:25 - 11:50）
- 六サテ～九州沖縄サテライブ～（毎月第4土曜日 18:05 - 18:45） 
  - 2020年度から3年間、九州沖縄のカルチャーをバリ押ししてきたラジオ番組が、2023年度より公開生放送のテレビ番組にリニューアル。地元ゆかりの芸人やご当地アイドルが出演し、九州沖縄の最新カルチャーを発信していく地元密着バラエティー番組。
  - 2023年度までは「六本松サテライト」（ラジオ番組時代も含める）として放送。
- ニュース・気象情報（九州沖縄） 無印：ニュース・気象情報　★：気象情報のみ
  - 平日 5:56 - 5:59★、6:28 - 6:30★、15:07 - 15:10（緊急報道時・災害放送時・国会中継時・高校野球期間中を除く）[注釈 12]
  - 土日 6:28 - 6:30★（土曜日〈祝日を除く〉）、6:55 - 7:00、7:30 - 7:35（土曜日〈祝日を除く〉）、7:40 - 7:45（日曜日）、11:57 - 12:00★、12:10 - 12:15（ニュースのみ）、20:55 - 21:00
  - 祝日 6:55 - 7:00、7:25 - 7:30、7:57 - 8:00★、11:57 - 12:00★、12:10 - 12:15（ニュースのみ）、18:45 - 18:59[注釈 13]、20:55 - 21:00
  - 年末年始 6:56 - 6:59★、7:15 - 7:20、11:57 - 12:00★、12:10 - 12:15（ニュースのみ）、18:50 - 19:00（18:55 - 18:57は東京発全国の気象情報）、20:55 - 21:00（12月31日を除く）

土日・祝日の朝は「おはよう九州沖縄」と番組終了時表記はされているものの番組表上では「ニュース・気象情報（九州沖縄）」扱いとなっている。
2022年4月2日から2024年3月30日まで、土曜日のみ最終のローカルニュースが『サタデーウオッチ9』開始に伴い、5分繰り上げ放送された（20:50 - 20:55）。2024年4月6日より、『サタデーウオッチ9』放送時間短縮に伴い、2021年度（2022年3月26日）までの形態（20:55 - 21:00）に戻した。
前日お泊り勤務（シフト勤務）を担当するアナウンサーが、土曜日と日曜日早朝6時28分（日曜日は6時55分）から7時35分まで（日曜日は7時45分まで）の「ニュース・気象情報（九州沖縄）」を担当することが稀にある。
2022年8月11日は、シフト勤務の関係で佐賀局（勤務当時の所属放送局）の保田一成が20時台（20:55 - 21:00）に出演している。
2022年11月3日は、シフト勤務の関係で宮崎局（勤務当時の所属放送局）の内藤雄介が20時台（20:55 - 21:00）に出演している。
2022年の年末期間（12月26日 - 28日）は、平日20時台（20:45 - 21:00）の九州沖縄各局制作枠（県単位）のニュース・気象情報を返上して放送[注釈 14]。
2023年2月23日は、シフト勤務の関係で沖縄局（勤務当時の所属放送局）の寺内皓大が20時台（20:55 - 21:00）に出演している。
2023年の大型連休期間（5月1日 - 2日）は、九州・沖縄各局制作の平日12時台の県単位のニュース番組を返上し、土日・祝日と同様、九州・沖縄のニュースを平日と同様の時間帯（12:15 - 12:20）で放送[注釈 15]。ただし、宮崎県、鹿児島県、沖縄県の3県は、非ネットで通常通り県単位の平日12時台ニュースを放送。更に九州・沖縄各局制作の平日夕方ニュース番組を返上して土日と同様の時間帯（18:45 - 18:59）で放送[注釈 16]。平日20時台（20:45 - 21:00）の九州沖縄各局制作枠（県単位）のニュース・気象情報を返上して放送[注釈 17]。
2023年7月17日は、シフト勤務の関係で長野局（勤務当時の所属放送局）の柴田拓（災害応援）が20時台（20:55 - 21:00）に出演している。
2023年のお盆休み期間（8月14日 - 18日）は、九州・沖縄各局制作の平日12時台の県単位のニュース番組を返上し、土日・祝日と同様、九州・沖縄のニュースを平日と同様の時間帯（12:15 - 12:20）で放送[注釈 18]。ただし、宮崎県、沖縄県の2県は、非ネットで通常通り県単位の平日12時台ニュースを放送。更に九州・沖縄各局制作の平日夕方ニュース番組を返上して土日と同様の時間帯（18:45 - 18:59）で放送[注釈 19]。平日20時台（20:45 - 21:00）の九州沖縄各局制作枠（県単位）のニュース・気象情報を返上して放送[注釈 20]。
2023年の年末年始期間（12月25日 - 28日、2024年1月4日 - 5日）は、九州・沖縄各局制作の平日12時台の県単位のニュース番組を返上し、土日・祝日と同様、九州・沖縄のニュースを平日と同様の時間帯（12:15 - 12:20）で放送[注釈 21]。ただし、沖縄県（12月25日 - 28日）、鹿児島県（12月25日・2024年1月4日 - 5日）、宮崎県（2024年1月4日 - 5日）、大分県（2024年1月4日 - 5日）、長崎県（2024年1月4日 - 5日）の5県は、非ネットで通常通り県単位の平日12時台ニュースを放送。また、平日20時台（20:45 - 21:00）の九州沖縄各局制作枠（県単位）のニュース・気象情報を返上して放送[注釈 22]。
2024年1月3日は、「令和6年能登半島地震」の余震発生に伴い、東京のスタジオから緊急報道中（18:48通常放送から急遽切替）のため、放送中止となった。
- 気象情報（九州沖縄） 茶柱てんき（平日17:57 - 18:00、大相撲・高校野球期間中は休止[注釈 23]）
  - 2022年度まで、当該時間帯ではキャスターが顔出し無しで読み上げる形式の九州沖縄向け気象情報が放送されていた[注釈 24]が、2023年度からはこれをリニューアルし、松永貢（日本気象協会九州支社所属の気象予報士）がお茶を片手に天気の話題を明るく楽しく伝えるミニ気象情報番組としてスタートした。

福岡県域・局域放送
- ニュース（福岡）
  - 平日 12:15 - 12:20（日によっては13:05 - 13:55の『列島ニュース』の中で全国向けに録画ネットされる）
    - 基本的には『おはよう九州沖縄』キャスターの井原陽介・柴崎行雄、または『ロクいち!福岡』キャスターの松田利仁亜が担当している。
    - 2022年7月8日は、安倍晋三元総理大臣銃撃事件関連のニュースを東京から緊急放送中のため、平日正午のニュース（県域枠）を中止している。
- ニュース645福岡
  - 土日 18:45 - 18:59（18:53 - 18:55は東京発全国の気象情報、18:55 - 18:59は福岡県の気象情報）
    - 2022年4月9日より九州沖縄ブロックから県単位へ移行[17][18]。
    - 基本的には、土日祝の11:57 - 12:00 九州・沖縄の気象情報、12:10 - 12:15の九州・沖縄のニュースと午後（13:55 - 14:00、14:55 - 15:00、16:55 - 17:00）のラジオニュース・気象情報・お知らせ（R1・FM、いずれも九州・沖縄地方向け）を担当するアナウンサーが兼務している。

  - 2023年度より前述のとおり、平日と重なる祝日は沖縄県を除き、「九州・沖縄のニュース・気象情報」を放送。
- ロクいち!福岡（平日 18:10 - 18:59、2019年度から18:30以降は福岡局エリアのみ、リアルタイム字幕放送を実施）
  - 2022年のお盆休み期間（8月12日、15日 - 16日・気象解説付）と年末（12月26日 - 28日）は、「ニュース645福岡」として放送。
  - 2023年の大型連休期間（5月1日 - 2日・気象解説付）は、「ニュース・気象情報（九州沖縄）」（18:45 - 18:59）として放送。
  - 2023年のお盆休み期間（8月14日 - 18日・気象解説付）は、「ニュース・気象情報（九州沖縄）」（18:45 - 18:59）として放送。
- ニュース845福岡（2008年度から福岡局エリアのみ。平日 20:45 - 21:00、リアルタイム字幕放送を実施）
  - 2022年度から2023年7月31日まで『はっけんラジオ』月曜パーソナリティの原田徹が前年度に引続き月曜日を担当する以外、火曜日から金曜日は2024年3月まで『ロクいち!福岡』キャスターの野口葵衣（2024年4月東京アナウンス室へ異動）と姫野美南が1週間交代で出演していた。例外として、水曜日は、福岡局以外の九州沖縄の各局に所属しているアナウンサーが『はっけんラジオ』に水曜パーソナリティとして出演する関係で引続き出演する場合が稀にある。原田が卒業した2023年8月7日以降の月曜は、福岡局アナウンサーローテーション制となる。
  - 2021年度までは、地域管理デスクを務めている有田雅明[注釈 25]を除き、原則平日15時台の九州沖縄のニュース・気象情報を担当するアナウンサーが兼務となっていた[注釈 26]。
- #てれふく（不定期金曜日 19:30 - 19:55、再放送：不定期土曜日 7:35 - 8:00）
  - 新しいコミュニケーション・チャンネル。福岡県内の大学・短大や専門学校、自治体やケーブルテレビ局などと連携し、学校や地域から「うちのイチオシ!」の情報を伝えている。
  - 2023年8月まで『ニュース645福岡』のコーナーの一部として内包されていた。（『ニュース645福岡』当時の内容は、土曜日は視聴者やケーブルテレビ局からリポート。日曜日は福岡局制作の番組PR。）
- Jリーグ中継（アビスパ福岡主催試合）[注釈 27]
- 博多祇園山笠追い山中継（毎年7月15日 4:20 - 6:10）

全国放送
- NHKプロ野球[注釈 28]（福岡ソフトバンクホークス主催試合、1978年までは西鉄ライオンズ→太平洋クラブライオンズ→クラウンライターライオンズ主催試合。）
- 大相撲十一月場所（九州場所）実況中継
- 緊急!町民オーディション（月曜 23:00 - 23:30）
  - 2025年度からレギュラー化。

終了した主な番組
平日朝
- 話題の窓→ニュースワイド九州・沖縄
- モーニングワイド九州沖縄
- NHKニュースおはよう福岡（平日 ローカル枠）

平日午前
- LKくらしのチャンネル

平日夕方
- NHKニューススタジオ福岡（福岡局エリア）
- NHKニュースネットふくおか
- イブニングネットワークふくおか（1988年4月4日 - 1996年3月29日）
- 6時半です!ニュースセンター福岡（福岡局エリア。1996年度）
- おっしょい!福岡（福岡局エリア。1997年度 - 2003年度）
- 情報ワイド福岡いちばん星（福岡県域。2004年度 - 2006年度）
- まるごと福岡トクテレ（福岡県域。2007年度）
- ニュースいちばん星（福岡局エリア。2007年度）
- NEWSなっとく福岡（福岡局エリア。2008年度 - 2010年度）
- 熱烈発信!福岡NOW（福岡局エリア。2011年度 - 2014年度）

その他
- アジア人間街道（全国向け。2001年4月 - 2003年3月）
- ASIAN PASSION〜アジアを駆ける日本人〜（2012年度終了）
- 知っとお?ふくおか
- 九州沖縄インサイド（九州・沖縄。2007年度 - 2010年度）
- 九州沖縄 金曜リポート（九州・沖縄。- 2007年3月）
- 九州沖縄アンコールアワー（九州・沖縄。事実上2008年度で終了）
- 九州沖縄一本勝負（九州・沖縄）
- 九州沖縄スペシャル（九州・沖縄。2010年度終了）
- 九州22:00
- ぐるっと8県 九州沖縄（一部県域・地域放送。2003年度後半 - 2012年度）
- こんばんは九州
- 福岡国際マラソン（全国向け。1959年 - 1962年、1964年 - 1991年。1992年以降はテレビ朝日系列へ移行）
- 福岡にんげん交差点（福岡県域。2010年度終了）
- ワンダーランド九州（九州・沖縄）
- 発掘!ふくおか いま⇔むかし（月1回土曜 9:00 - 10:00）

※2010年限定。福岡局開局80周年記念番組のひとつ。
- 九州の皆さんへ
  - トン☆スタ（2011年度）

※『トンコツTV』『トンコツRADIO』を衣替え。
- 俳句紀行シリーズ 海の細道をゆく（2011年度）
- 特報フロンティア（2011年度  - 2015年度）
- 特報フロンティア ドキュメント（福岡県域、2011年度 - 2015年度）
- きん☆すた（2011年度 - 2015年度）
- 熱血!オヤジバトル決戦ライブ（年1回特番。毎年春）
2009年度まではBS2でも放送。
- ふっくTV ふくおかをカンガェル〜（福岡県域、不定期）
- おはサタ!（九州沖縄。2014年度 - 2017年度 土曜 7:30 - 8:00）
- ガチアジア（不定期）
- アサタビ!（年数回 土曜 7:35 - 8:00）
- 実感ドドド!（毎月1回を福岡県域枠で『実感ドドド@福岡』として放送）
- ふく!なび（金曜日 19:55 - 19:57、月曜日 20:42 - 20:44） - 番組宣伝番組、原則として毎月2回の放送。後者の日時で放送の場合は『#NHK』が福岡県内では臨時にネット返上となる。
2021年度まで放送された。
- キミだけ応援団（九州沖縄。2021年度 - 2024年度、年数回 土曜 7:35 - 8:00）

### 教育テレビ
太字はNHKプラスの「ご当地プラス」において見逃し配信を実施している番組。
九州・沖縄ブロック放送
- ゾンターク～おどりのほし～
  - 番組キャラ、ゾンとタークが見て、踊って、楽しいダンス動画を発信する番組。
  - 2023年3月11日、3月18日、3月25日、4月1日、不定期（主に土曜日 9:20 - 9:50）として放送。
  - 2023年度より、毎週木曜日（19:45 - 20:00）放送となる。

### BS（旧BS1）
- NHKプロ野球（福岡ソフトバンクホークス主催試合[注釈 29]、全国放送）
- 大相撲十一月場所（九州場所）実況中継（全国放送）

終了した番組
- BS列島ニュース
番組内で平日正午のニュースのうち福岡局ローカルニュースを放送。

### ラジオ第1放送
九州・沖縄ブロック放送
- はっけんラジオ（平日 17:00 - 17:55、毎月最終月曜日は鹿児島県を除く）
- 大相撲十一月場所（九州場所）実況中継（全国放送、初日から14日目までは16:05 - 18:00、千秋楽は15:30 - 18:00）
- NHKプロ野球（福岡ソフトバンクホークス戦）

福岡県域放送
- ライフサポーター あなたを守る防災ラジオ（毎年3月 12:15 - 12:55）
  - RKB毎日放送（RKBラジオ）・九州朝日放送（KBCラジオ）・FM FUKUOKA・CROSS FM・LOVE FMとの共同制作。NHKを除く民放各局は12:00からの放送。

#### ラジオのローカル枠
※無印は九州・沖縄ブロック放送、★印は平日のみ福岡県向け。
※土日・祝日・年末年始は、原則として災害時などを除き終日九州・沖縄ブロック放送のため福岡県向けの放送なし。
※時間が余ったときには「おしらせ」と称した地域イベントやNHKからの告知を行う。
※日中、国会中継（平日）、大相撲中継、高校野球中継がある場合、放送を休止する。
※平日・土日・祝日・年末年始の17時55分から7時58分まで（日曜・年末年始は8時まで）は、前日お泊り勤務（シフト勤務）を担当するアナウンサーがラジオニュース・気象情報を担当している。2023年4月1日から6月25日の間、5時55分から12時15分までを早朝勤務のアナウンサーがラジオニュース・気象情報（土曜日・日曜日）を担当していた。
- 5:55（FMサイマル）
- 6:25
- 6:55（FMサイマル）
- 平日 7:20、土日祝日・年末年始 7:15（FMサイマル、NHKけさのニュース）
- 平日・土曜祝日 7:50、日曜・年末年始 7:55
- 9:55 - 日曜日は放送なし（「日曜討論」を放送）
- 平日 11:50★、土日祝日・年末年始 11:55（FMサイマル）
- 平日 12:15★、土日祝日・年末年始 12:10（FMサイマル）
- 13:55★
- 14:55
- 16:55
- 17:55
- 18:50（FMサイマル）★
- 19:15（FMサイマル）（土日・祝日・年末年始「NHKきょうのニュース」）
- 19:55 - 日曜日は放送なし（「音の風景」を放送）
- 21:55
- 22:55

全国放送（2013年度で廃枠）
- 博多屋台 こまっちゃん（原則第4水曜日 21:30 - 21:55）

終了した番組
- おはよう九州沖縄（2017年度終了）
- マイあさラジオ九州沖縄（2018年度終了）

### FM放送
九州・沖縄ブロック放送（2023年度で廃枠、ブロック枠のニュース・気象情報を除く）
終了した番組
- FMリクエストアワー
- 夕べのひととき
- トン☆スタ
- 南の文芸館
- JO"C&K" Presents がめにラジオ
- 九星隊 presents がめにラジオ
- 六本松サテライト（2020年度 - 2022年度、金曜日 23:00 - 23:50）
  - 再放送はラジオ第1で日曜日 15:05 - 15:55に放送。
  - 2023年度より総合テレビでの放送（毎月第4土曜日、18:05 - 18:45）へ移行。

### 備考
- 2018年4月7日から2022年4月3日まで、土日・祝日・年末年始のローカルニュース・気象情報はテレビ・ラジオともに終日九州・沖縄ブロック向け放送となっていた（原則として選挙及び災害等を除く）。その後、2022年4月9日から総合テレビのみ土曜・日曜18:45枠に限って各県別のニュース・気象情報を放送する体制に移行した[注釈 30]（それ以外の時間帯のローカルニュース・気象情報枠は従来通り全て九州・沖縄ブロック向け放送となるが、災害時など例外もある）。ただし、平日と重なる祝日[注釈 31]や春の大型連休・お盆期間と重なる土曜・日曜、年末年始は引き続き全時間帯九州・沖縄ブロック向け放送となるほか、ラジオも原則として災害時などを除き引き続き全時間帯九州・沖縄ブロック向け放送となっている。

## キャンペーンスポット
福岡局では、2006年8月に福岡市で発生した飲酒運転の車による3幼児死亡の交通事故を契機とし、『追放!飲酒運転』キャンペーンを展開している。ブロック内各局の夕方ニュースにおいてほぼ毎月各局取材の関連のリポートを放送しており、飲酒運転の撲滅を目指し、常に注意喚起を行っている。また、ラジオ第1では随時、アナウンサーのナレーションによるキャンペーンスポットを放送している。
2008年度から、自らも交通事故で娘を亡くしたタレント・風見しんごを起用した1分間のキャンペーンCMを、まず福岡県内で放送し、現在は九州管内に拡大。2013年の時点では通常のニュースにおいて随時リポート企画を行っている。

## アナウンサー・キャスター

### アナウンサー
- 氏名の後の*印は過去に福岡局勤務経験あり。また、前任地が太字のアナウンサーはその局が初任地（つまり、福岡が2局目の勤務）であることを表す。

| 氏名       | 前任地           | 主な担当番組 | 備考               |
| ---------- | ---------------- | --- | ------------------ |
| 遠藤亮     | ラジオセンター   | アナウンスグループ統括 （部長級・専任）                                                                                                  | 管理業務主体       |
| 松田利仁亜 | 松山             | ロクいち!福岡 （キャスター） 福岡県・九州沖縄のニュース （主に平日15時台）                                                               |                    |
| 庭木櫻子*  | 東京アナウンス室 | ロクいち!福岡 （キャスター・隔週） ニュース845福岡 （隔週） 福岡県・九州沖縄のニュース                                                   |                    |
| 道上美璃   | 宮崎             | ロクいち!福岡 （キャスター・隔週） あさイチ （本部制作・九州沖縄地域中継リポーター） ニュース845福岡 （隔週） 福岡県・九州沖縄のニュース |                    |
| 見浪哲史   | 奈良             | 各種スポーツ中継 福岡県・九州沖縄のニュース                                                                                              |                    |
| 塚本貴之   | 東京アナウンス室 | 各種スポーツ中継 福岡県・九州沖縄のニュース                                                                                              |                    |
| 戸部眞輔*  | 大分             | 各種スポーツ中継 福岡県・九州沖縄のニュース                                                                                              |                    |
| 西岡遼     | 大分             | 各種スポーツ中継 福岡県・九州沖縄のニュース                                                                                              |                    |
| 小林将純   | 佐賀             | The Life （キャスター） 福岡県・九州沖縄のニュース                                                                                       |                    |
| 井原陽介*  | 佐賀             | おはよう九州沖縄 （キャスター・隔週） 福岡県・九州沖縄のニュース                                                                         | チーフアナウンサー |
| 柴崎行雄*  | 高松             | おはよう九州沖縄 （キャスター・隔週） 福岡県・九州沖縄のニュース                                                                         | チーフアナウンサー |
| 岩元良介*  | 鹿児島           | 福岡県・九州沖縄のニュース はっけんラジオ                                                                                                |                    |
| 藤澤義貴   | 和歌山           | 福岡県・九州沖縄のニュース はっけんラジオ                                                                                                | 太宰府市出身       |
| 有田雅明*  | 東京アナウンス室 | 福岡県・九州沖縄のニュース はっけんラジオ                                                                                                |                    |
| 佐藤克樹   | 佐賀             | 福岡県・九州沖縄のニュース はっけんラジオ                                                                                                |                    |
| 猪原智紀*  | 佐賀             | 福岡県・九州沖縄のニュース はっけんラジオ                                                                                                | 北九州市出身       |

### キャスター
| 氏名             | 所属・前職・前任地など             | 主な担当番組                                                      | 備考                             |
| LK専属キャスター | LK専属キャスター                   | LK専属キャスター                                                  | LK専属キャスター                 |
| ---------------- | ---------------------------------- | ----------------------------------------------------------------- | -------------------------------- |
| 佐々木理恵       |                                    | おはよう九州沖縄 （キャスター・気象情報兼務）                     | 福岡市出身                       |
| 鹿野未涼         | 元鹿児島放送 アナウンサー          | はっけんTV （隔週） はっけんラジオ （メインパーソナリティ・隔週） | 福岡市出身                       |
| 篠﨑麻由子       | 元九州朝日放送 アイタガール（1期） | はっけんTV （隔週） はっけんラジオ （メインパーソナリティ・隔週） | 福岡市出身                       |
| 渡慶次秋穂       | 熊本 （契約キャスター）            | ロクいち!福岡 （スポーツキャスター）                              |                                  |
| 気象予報士       |                                    |                                                                   |                                  |
| 松井渉           | 日本気象協会九州支社所属           | はっけんTV はっけんラジオ                                         |                                  |
| 松永貢           | 日本気象協会九州支社所属           | 九州沖縄の気象情報「茶柱てんき」                                  | 元熊本局「マッスル気象予報士」   |
| 吉竹顕彰         | フリーランス                       | ロクいち!福岡 （気象キャスター）                                  | 2022年末で日本気象協会を定年退職 |

- ラジオの列島リレーニュースは、キャスター担当の日が少なくない（東京を除くと福岡局のみ）。
- 気象予報士はこのほかにも気象協会九州支社に「出演登録」（契約）している人物が交替で随時ラジオの気象情報を担当している。

## 福岡放送局管轄のNHK放送局
- NHK北九州放送局
- NHK熊本放送局
- NHK長崎放送局
- NHK鹿児島放送局
- NHK宮崎放送局
- NHK大分放送局
- NHK佐賀放送局
- NHK沖縄放送局